# Tour du Haut-Var 2016
Il Tour du Haut-Var 2016, ufficialmente Tour Cycliste International du Haut-Var, quarantottesima edizione della corsa, valida come prova dell'UCI Europe Tour 2016 categoria 2.1, si è svolta in due tappe, dal 20 al 21 febbraio 2016, su un percorso di complessivi 361,8 km che si snoda interamente nel dipartimento del Var, con partenza da Le Cannet-des-Maures e arrivo a Draguignan, in Francia.
È stata vinta dal francese Arthur Vichot, che ha concluso la gara in 9h08'14", alla velocità media di 39,62 km/h.

## Percorso
La corsa si snoda su due tappe insidiose e impegnative che però non si concludono in salita. Nella prima delle due frazioni da Le Cannet-des-Maures a Bagnols-en-Forêt l'ultima salita sarà infatti posta a 20 chilometri dalla conclusione mentre il giorno dopo la salita della côte de Tuillières è posta a 15 chilometri dal traguardo.

## Tappe
| Tappa  | Data        | Percorso                                | km    | Vincitore di tappa | Leader cl. generale |
| ------ | ----------- | --------------------------------------- | ----- | ------------------ | ------------------- |
| 1ª     | 20 febbraio | Le Cannet-des-Maures > Bagnols-en-Forêt | 155   | Tom-Jelte Slagter  | Tom-Jelte Slagter   |
| 2ª     | 21 febbraio | Draguignan > Draguignan                 | 206,8 | Arthur Vichot      | Arthur Vichot       |
| Totale | Totale      | Totale                                  | 361,8 |                    |                     |

## Squadre partecipanti
| N.    | Cod. | Squadra                     |
| ----- | ---- | --------------------------- |
| 1-8   | ALM  | AG2R La Mondiale            |
| 11-18 | FDJ  | FDJ                         |
| 21-28 | BMC  | BMC Racing Team             |
| 31-38 | KAT  | Team Katusha                |
| 41-48 | EQS  | Etixx-Quick Step            |
| 51-58 | LAM  | Lampre-Merida               |
| 61-68 | CPT  | Cannondale Pro Cycling Team |
| 71-78 | MOV  | Movistar Team               |
| 81-88 | COF  | Cofidis, Solutions Crédits  |
| 91-98 | DEN  | Direct Énergie              |

| N.      | Cod. | Squadra                          |
| ------- | ---- | -------------------------------- |
| 101-108 | AND  | Androni Giocattoli-Sidermec      |
| 111-118 | FVC  | Fortuneo-Vital Concept           |
| 121-127 | WGG  | Wanty-Groupe Gobert              |
| 131-138 | DMP  | Delko-Marseille Provence-KTM     |
| 141-148 | AUB  | HP BTP-Auber 93                  |
| 151-158 | RML  | Roubaix-Métropole de Lille       |
| 161-168 | ADT  | Armée de Terre                   |
| 171-178 | WBC  | Wallonie Bruxelles-Group Protect |
| 181-188 | VWT  | Veranda's Willems Cycling Team   |

## Dettagli delle tappe

### 1ª tappa
- 20 febbraio: Le Cannet-des-Maures > Bagnols-en-Forêt - 155 km

Risultati
| Pos. | Corridore         | Squadra    | Tempo    |
| ---- | ----------------- | ---------- | -------- |
| 1    | Tom-Jelte Slagter | Cannondale | 3h53'03" |
| 2    | Arthur Vichot     | FDJ        | s.t.     |
| 3    | Mikaël Cherel     | AG2R La M. | s.t.     |

| Pos. | Corridore         | Squadra    | Tempo    |
| ---- | ----------------- | ---------- | -------- |
| 1    | Tom-Jelte Slagter | Cannondale | 3h53'03" |
| 2    | Arthur Vichot     | FDJ        | s.t.     |
| 3    | Mikaël Cherel     | AG2R La M. | s.t.     |

### 2ª tappa
- 21 febbraio: Draguignan > Draguignan - 206,8 km

Risultati
| Pos. | Corridore         | Squadra    | Tempo    |
| ---- | ----------------- | ---------- | -------- |
| 1    | Arthur Vichot     | FDJ        | 5h15'11" |
| 2    | Jesús Herrada     | Movistar   | s.t.     |
| 3    | Alexis Vuillermoz | AG2R La M. | s.t.     |

| Pos. | Corridore     | Squadra  | Tempo    |
| ---- | ------------- | -------- | -------- |
| 1    | Arthur Vichot | FDJ      | 9h08'14" |
| 2    | Jesús Herrada | Movistar | s.t.     |
| 3    | Diego Ulissi  | Lampre   | s.t.     |

## Evoluzione delle classifiche
| Tappa              | Vincitore          | Classifica generale Maglia gialla mimosa | Classifica a punti Maglia verde mimosa | Classifica della montagna Maglia rossa mimosa | Classifica dei giovani Maglia bianca mimosa | Classifica a squadre |
| ------------------ | ------------------ | ---------------------------------------- | -------------------------------------- | --------------------------------------------- | ------------------------------------------- | -------------------- |
| 1ª                 | Tom-Jelte Slagter  | Tom-Jelte Slagter                        | Tom-Jelte Slagter                      | Lilian Calmejane                              | Petr Vakoč                                  | Movistar Team        |
| 2ª                 | Arthur Vichot      | Arthur Vichot                            | Arthur Vichot                          | Ben Gastauer                                  | Petr Vakoč                                  | Movistar Team        |
| Classifiche finali | Classifiche finali | Arthur Vichot                            | Arthur Vichot                          | Ben Gastauer                                  | Petr Vakoč                                  | Movistar Team        |